# Anterídeo

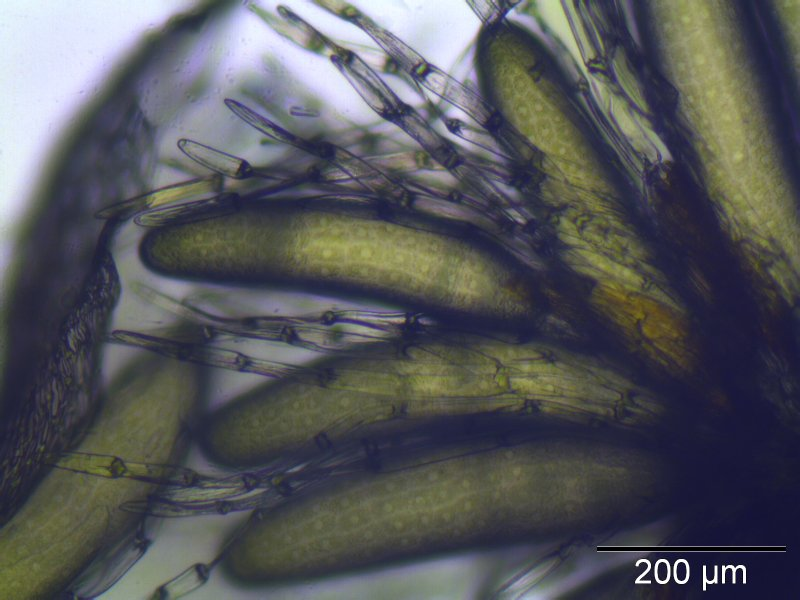

Chama-se anterídeo ou anterídio ao órgão masculino de muitas plantas, onde são produzidos e os gâmetas anterozoides.
Neste artigo, "plantas" é utilizado como termo genérico, como era usado de acordo com a taxonomia de Lineu, e inclui não só as plantas vasculares – as espermatófitas) e as pteridófitas – mas também as briófitas, algas e fungos
Nas espermatófitas, este órgão corresponde à antera – donde provém a palavra anterídeo = pequena antera – das plantas que produzem flores (as angiospérmicas) ou ao microsporófilo das gimnospérmicas.
O gametângio feminino é denominado arquegónio, nas plantas que possuem oosfera, ou ovário nas espermatófitas.

## Galeria

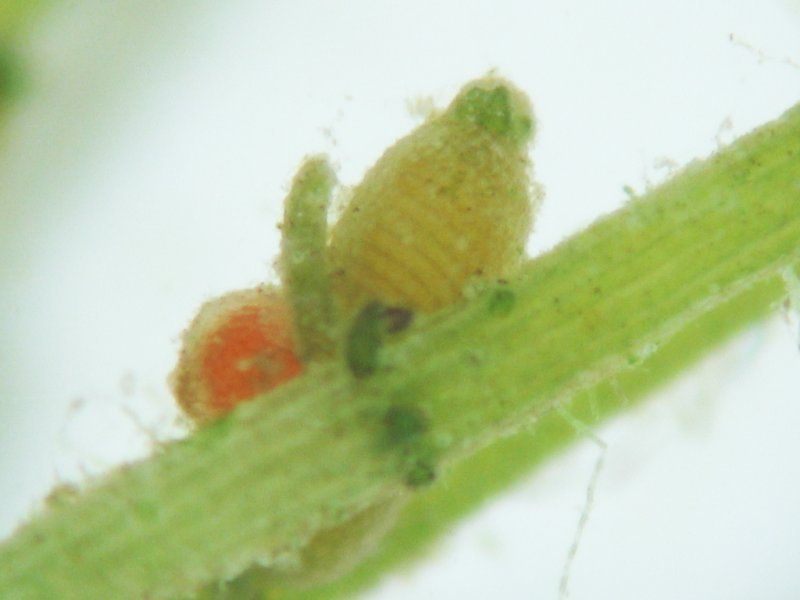
Oogónio (estrutura maior) e anterídeo (com o centro avermelhado) de uma alga do género Chara, instalada sobre o ramo de uma planta.
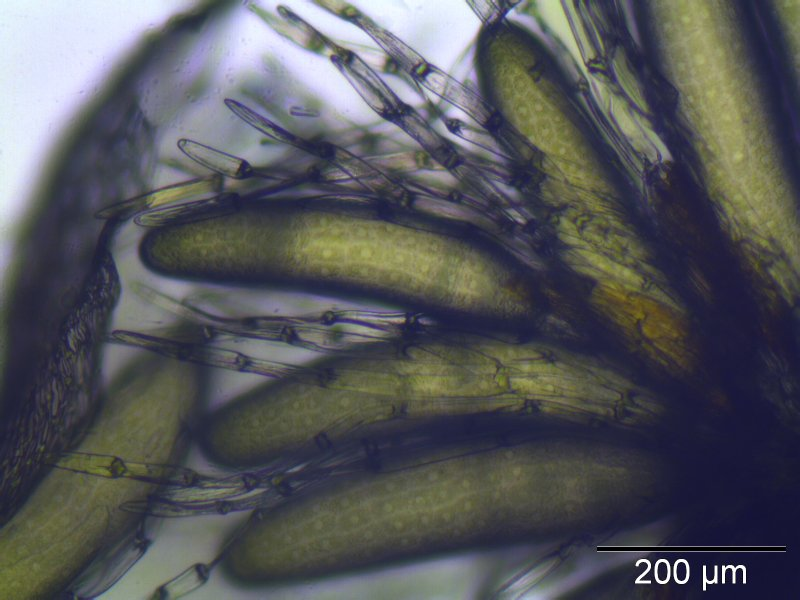
Fotografia (à lupa) do anterídeo em desenvolvimento de  Hypnum cupressiforme.
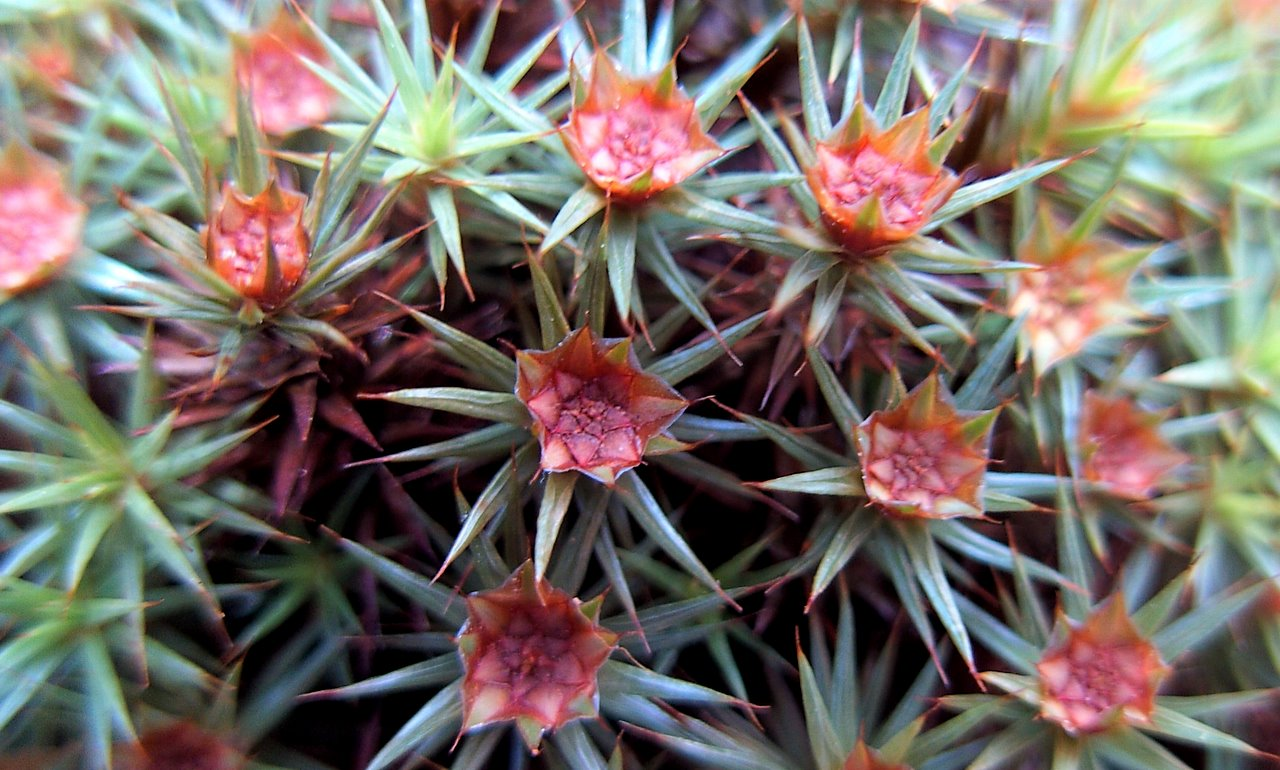
"Moss flowers": each shoot has a cluster of antheridia, i.e., an androecium.
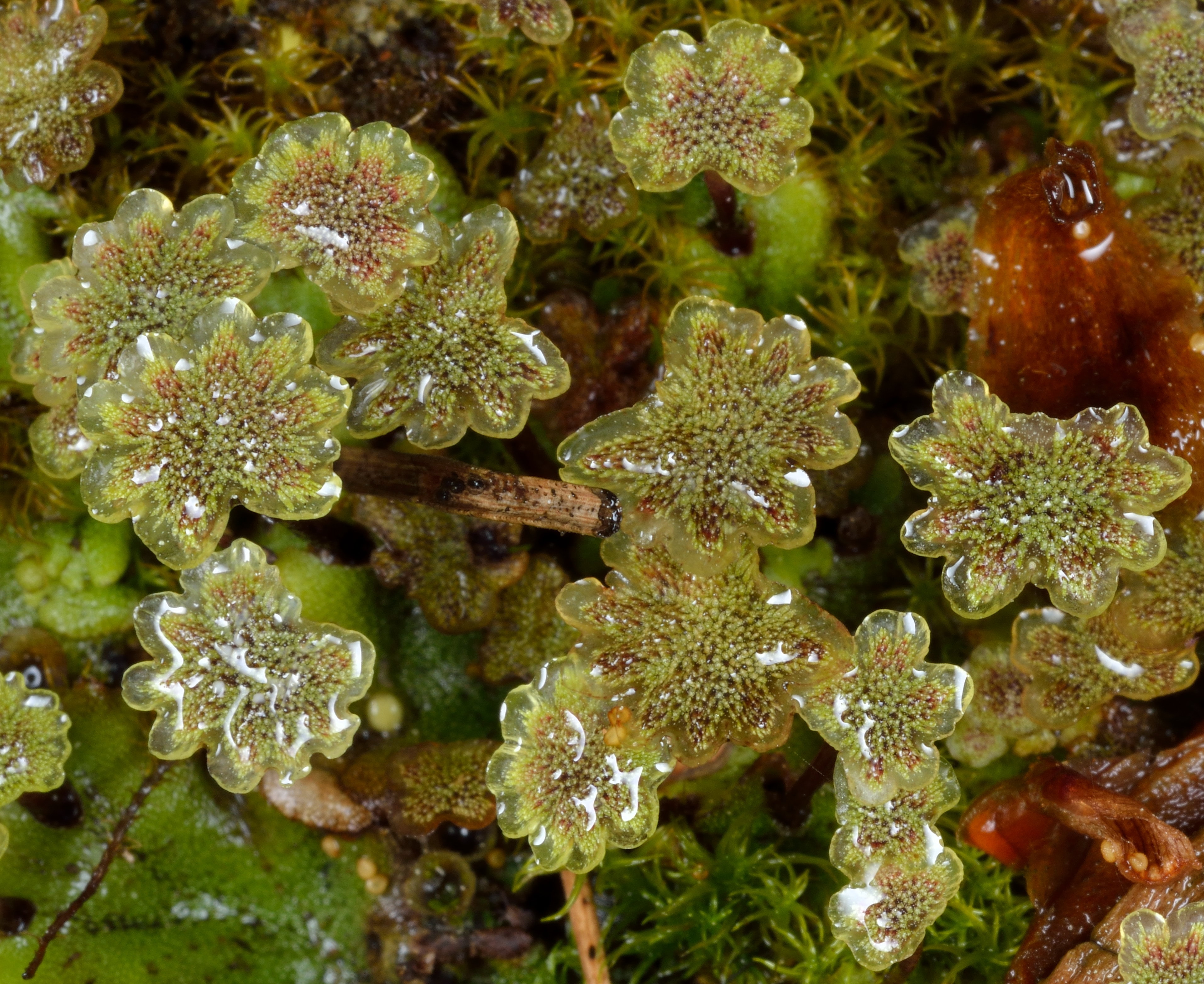
Sperm of the liverwort Marchantia polymorpha are produced on the upper surface of antheridiophores.